# Kongres (Meksyk)
Kongres Unii (hiszp. Congreso de la Unión; oficjalnie Congreso General de los Estados Unidos Mexicanos, Kongres Generalny Meksykańskich Stanów Zjednoczonych) – dwuizbowy parlament sprawujący w Meksyku władzę ustawodawczą. Składa się z Izby Deputowanych (500 posłów) i Senatu (128 senatorów).

## Biblioteka
Funkcję biblioteki parlamentarnej pełni Biblioteka Kongresu Meksyku. 